# 圣厄利安
圣厄利安（法語：Saint-Eulien，法語發音：[sɛ̃.t‿øljɛ̃]）是法国马恩省的一个市镇，属于维特里勒弗朗索瓦区。

## 地理
圣厄利安（48°41'1"N, 4°52'56"E）面积8.06 平方千米，位于法国大東部大區马恩省，该省份为法国东北部内陆省份，北起阿登省，西北接埃纳省，西南接塞纳-马恩省，南至奥布省，东南接上马恩省，东临默兹省。
与圣厄利安接壤的市镇（或旧市镇、城区）包括：特鲁瓦方丹拉拜、阿利尼库尔、佩尔特、维利耶昂略、武耶。

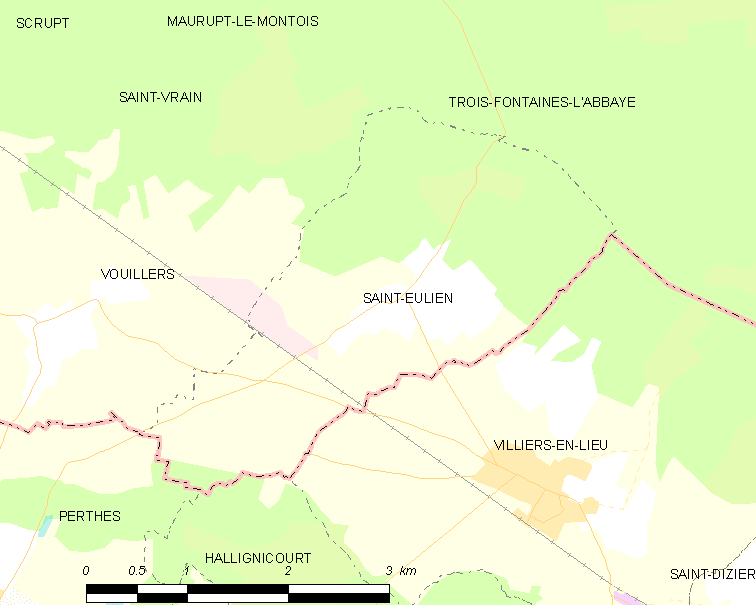
圣厄利安的OSM定位图

圣厄利安的时区为UTC+01:00、UTC+02:00（夏令时）。

## 行政
圣厄利安的邮政编码为52100，INSEE市镇编码为51478。

## 政治
圣厄利安所属的省级选区为塞迈兹莱班县。

## 人口

1962-2008年间圣厄利安人口变化图示

圣厄利安于2022年1月1日时的人口数量为419人。